# Udruženje javnih radija i televizija
Udruženje javnih radija i televizija (alphabet cyrillique serbe : Удружење јавних радија и телевизија) (anglais : Alliance of Public Radio and Television) était le rassemblement des radiodiffuseurs de service public de Serbie-et-Monténégro, et fut membre de l'Union européenne de radio-télévision (UER) de 2002 à 2006.

## Membres
- Radio-télévision de Serbie
- Radio Televizija Crne Gore